# Illa des Conills (Cabrera)
Illa des Conills (hoch-katalanisch Illa dels Conills, kastilisch Isla Conejera, „Kanincheninsel“), auch sa Conillera, ist eine unbewohnte Insel der zu Spanien gehörenden Balearischen Inseln. Sie ist Teil des südlich Mallorcas gelegenen Cabrera-Archipels, der den 10.021,5 Hektar großen Nationalpark Arxipèlag de Cabrera bildet. Verwaltungsmäßig gehört die Inselgruppe von Cabrera zur mallorquinischen Hauptstadt Palma.
Die Illa des Conills ist mit 1,375 km² nach der Hauptinsel Cabrera Gran die flächenmäßig zweitgrößte Insel des Cabrera-Archipels. Dabei ist die Inselgruppe ein südlicher Ausläufer der bis zu 561 Meter hohen Serres de Llevant, einer Bergkette auf Mallorca. Die höchste Erhebung des Archipels, der 172 Meter messende na Picamosques, befindet sich auf Cabrera Gran. Die Illa des Conills erhebt sich nördlich von Cabrera Gran bis auf 122 Meter aus dem Meer.:S. 3
Der mit 334 mm in Bezug zu Mallorca geringere durchschnittliche Jahresniederschlag – er beträgt dort 570 mm – führt auf dem Cabrera-Archipel zu von den Hauptinseln der Balearen abweichenden Vegetationsausbildungen. So ist auf den kargen Böden der Wacholder weit verbreitet. Dennoch siedelten in der Vergangenheit Menschen auf der Illa des Conills, wie prähistorische Fundstücke zeigen, die an sechs Stellen der Insel entdeckt wurden.:S. 19–23